# 막 스캔
초끈 이론에서 막 스캔(幕scan, 영어: brane scan)은 각 차원에서 존재할 수 있는 BPS 막들의 분류이다.

## 정의
{\displaystyle p}차원 막이 {\displaystyle D}차원 시공간 속에서 움직인다고 하자. 이는 매장
{\displaystyle \xi \colon \mathbb {R} ^{p+1}\to \mathbb {R} ^{D-1,1}}
으로 주어진다. 편의상 정적 게이지(영어: static gauge)를 사용하여, 이를
{\displaystyle \xi =(\xi ^{\perp },\operatorname {id} )}
{\displaystyle \xi ^{\perp }\colon \mathbb {R} ^{p+1}\to \mathbb {R} ^{D-p-1}}
로 나타낼 수 있다. 즉, {\displaystyle p}차원 막은 {\displaystyle D-p-1}개의 보손 자유도를 갖는다.
이제, 세계 부피 초대칭을 위하여, 페르미온을 생각하자. 페르미온은 세계 부피 로런츠 군 {\displaystyle \operatorname {SO} (p,1)}의 스피너 표현을 따른다. 이 차원에서의 최소 비(非)손지기 스피너(즉, 디랙 스피너 또는 마요라나 스피너)의 실수 성분의 수가
{\displaystyle M={\begin{cases}2^{\lfloor (p+1)/2\lfloor }&(p-1){\bmod {8}}\in \{0,\pm 1,\pm 2\}\\2^{\lfloor (p+1)/2\lfloor +1}&(p-1){\bmod {8}}\not \in \{0,\pm 1,\pm 2\}\end{cases}}}
이라고 하고, 초대칭 수가 {\displaystyle {\mathcal {N}}=2^{n}}이라고 하자. 그렇다면, 그 질량 껍질 위 자유도의 수는
{\displaystyle {\frac {1}{4}}M2^{n}}
이다. 여기서 인자 ¼는 다음과 같다.
- 게이지 대칭인 κ-대칭에 의하여 성분이 ½로 줄어든다. (κ-대칭의 존재는 시공간에서 ½-BPS 조건에 해당한다.)
- 질량 껍질 조건을 가하면 성분이 ½로 줄어든다.

즉, 초대칭 막이 존재하려면 다음이 성립해야 한다.
{\displaystyle D-p-1={\frac {1}{2}}M2^{n}}
마지막으로, {\displaystyle D}차원 초중력의 존재에 의하여,
{\displaystyle D\leq 11}
이다.
이에 따라, 가능한 초대칭 막은 다음 12개이다.:443, Table 1
| D  | p=1 | p=2 | p=3 | p=4 | p=5 |
| -- | --- | --- | --- | --- | --- |
| 11 |     | ●   |     |     |     |
| 10 | ●   |     |     |     | ●   |
| 9  |     |     |     | ●   |     |
| 8  |     |     | ●   |     |     |
| 7  |     | ●   |     |     |     |
| 6  | ●   |     | ●   |     |     |
| 5  |     | ●   |     |     |     |
| 4  | ●   | ●   |     |     |     |
| 3  | ●   |     |     |     |     |
특히, 만약 {\displaystyle (D,p)}가 가능하다면 {\displaystyle (D-1,p-1)} 역시 가능함을 알 수 있다. 이는 물리학적으로 {\displaystyle D}차원 시공간을 한 차원 축소화하고, {\displaystyle p}-막을 축소화한 차원에 감는 것에 해당한다. 
이렇게 하면, 막들은 다음과 같은 네 개의 족으로 분류된다.
- {\displaystyle D-p-1=8}. {\displaystyle (D,p)=(11,2)}일 때 이는 M2-막에 해당하며, {\displaystyle (D,p)=(10,1)}일 때 이는 초끈 이론의 끈에 해당한다.
- {\displaystyle D-p-1=4}. {\displaystyle (D,p)=(6,1)}일 때 이는 꼬마 끈 이론에 해당한다.
- {\displaystyle D-p-1=2}
- {\displaystyle D-p-1=1}

이 분류는 세계 부피에 스칼라장 이외의 보손 장이 존재하지 않는 것을 전제로 한다. 만약 기타 보손 장이 존재한다면 추가 종류의 막들이 가능하다. 예를 들어, D-막은 일반적으로 세계 부피에 미분 형식 장들을 갖는다.

## 초대칭 대수의 중심 전하
막 스캔은 사실 각 차원의 초대칭 대수의 중심 전하의 존재를 나타낸다. 구체적으로, 각 차원에서 감마 행렬들을 조합하여, 다음과 같은 반대칭 연산자들을 만들 수 있다.:59, Table 3.2
| 차원 | 감마 행렬 반대칭 텐서 지표 수 (mod 4) |
| ---- | ------------------------------------- |
| 2    | 1                                     |
| 3    | 1, 2                                  |
| 4    | 1, 2                                  |
| 5    | 2, 3                                  |
| 6    | 3                                     |
| 7    | 0, 3                                  |
| 8    | 0, 1                                  |
| 9    | 0, 1                                  |
| 10   | 1                                     |
| 11   | 1,2                                   |
여기서, “감마 행렬 반대칭 텐서 지표 수”가 {\displaystyle p}라면, 임의의 두 (최소 표현) 스피너 {\displaystyle \chi ,\psi }에 대하여 다음이 성립한다.
{\displaystyle {\bar {\psi }}\gamma _{\mu _{1}\dotso \mu _{p}}\chi =-{\bar {\chi }}\gamma _{\mu _{1}\dotso \mu _{p}}\psi }
{\displaystyle \gamma {\mu _{1}\dotso \mu _{p}}=\gamma _{[\mu _{1}}\gamma _{\mu _{2}}\dotsm \gamma _{\mu _{p}]}}
위 표의 성분은 법 4에 대한 것이다. 즉, {\displaystyle p}가 가능하다면 {\displaystyle p+4}, {\displaystyle p+8}, … 역시 가능하다.
예를 들어, {\displaystyle d=4}의 마요라나 스피너 {\displaystyle \psi }에 대하여, {\displaystyle p=2}가 수록돼 있으므로,
{\displaystyle {\bar {\psi }}\gamma _{\mu \nu }\chi =-{\bar {\chi }}\gamma _{\mu \nu }\psi }
{\displaystyle {\bar {\psi }}\gamma _{\mu _{1}\dotso \mu _{6}}\chi =-{\bar {\chi }}\gamma _{\mu _{1}\dotso \mu _{6}}\psi }
이다. 마찬가지로, {\displaystyle d=7}일 때, {\displaystyle p=0}이 수록돼 있으므로,
{\displaystyle {\bar {\psi }}\chi =-{\bar {\chi }}\psi }
이다.
이 표로부터, 각 차원에 존재하는 초대칭 대수의 중심 전하들을 읽을 수 있으며, 이는 각 차원에 존재하는 막에 대응한다. 예를 들어, {\displaystyle d=11}일 때, {\displaystyle {\mathcal {N}}=1} 초대칭 대수는 다음과 같은 두 중심 전하를 갖는다.:(1), §2
{\displaystyle \{Q_{\alpha },{\bar {Q}}_{\beta }\}=\gamma _{\alpha \beta }^{\mu }P_{\mu }+{\frac {1}{2}}\gamma _{\alpha \beta }^{\mu \nu }Z_{\mu \nu }+{\frac {1}{5!}}\gamma _{\alpha \beta }^{\mu \nu \rho \sigma \tau }Z_{\mu \nu \rho \sigma \tau }}
이는 위 표에서 {\displaystyle p=1,2{\bmod {4}}}의 존재에 해당한다. 따라서, 11차원 초중력(M이론)에는 M2-막과 M5-막이 존재할 수 있다.

## 역사
1987년에 스칼라장 이외의 텐서장이 없다는 가정 아래 최초로 도입되었다. 이후 텐서장 등을 포함한 막들이 역시 마찬가지로 분류되었다.
“막 스캔”(영어: brane scan 브레인 스캔[*])이라는 이름은 뇌 스캔(영어: brain scan 브레인 스캔[*])에 대한 언어 유희이다.